# Неддемин
Неддемин (нем. Neddemin) — община в Германии, в земле Мекленбург-Передняя Померания.
Входит в состав района Мекленбург-Штрелиц. Подчиняется управлению Неферин.  Население составляет 338 человек (на 31 декабря 2010 года). Занимает площадь 12,53 км².